# Une partie de campagne
Pour les articles homonymes, voir Partie de campagne.
Une partie de campagne est une nouvelle de Guy de Maupassant parue en 1881.

## Historique
Une partie de campagne est initialement publiée dans la revue littéraire La Vie moderne des 2 et 9 avril 1881 avant d'être intégrée au recueil La Maison Tellier.  Elle a fait notamment l'objet d'une adaptation cinématographique par Jean Renoir, tournée en 1936 mais sortie seulement dix ans plus tard.

## Résumé
M. Dufour et sa famille vont passer une journée à la campagne. Ils se rendent dans une auberge à Bezons, puis après le déjeuner, Henriette, la fille, et Pétronille, sa mère, se rendent sur la Seine accompagnées de deux canotiers. Henriette et Henri, le jeune canotier qui l'escorte dans sa yole, s’arrêtent dans un asile de verdure où leurs jeux amoureux sont embellis par le chant d'un rossignol.
Deux mois après, Henri passe à la maison de M. Dufour pour prendre de leurs nouvelles et apprend qu'Henriette s’est mariée avec le garçon aux cheveux jaunes qui accompagnait la famille lors de cette journée mémorable.

## Adaptations
- 1936  : Partie de campagne, moyen-métrage de Jean Renoir (40 minutes)
- 1969 : Le Jour des noces, téléfilm de Claude Goretta
- 2011 : Une partie de campagne, téléfilm réalisé par Jean-Daniel Verhaeghe, de la série Chez Maupassant (55 minutes)
- 2018 : le film-fleuve La flor de Mariano Llinás intègre un segment qui est un remake du film de Jean Renoir (de même durée)